# Уилсон (тауншип, округ Касс, Миннесота)
Уилсон (англ. Wilson) — тауншип в округе Касс, Миннесота, США. На 2000 год его население составило 551 человек.

## География
По данным Бюро переписи населения США площадь тауншипа составляет 46,3 км², из которых 45,9 км² занимает суша, а 0,3 км² — вода (0,67 %).

## Демография
По данным переписи населения 2000 года здесь находились 551 человек, 208 домохозяйств и 138 семей.  Плотность населения —  12 чел./км².  На территории тауншипа расположено 228 построек со средней плотностью 5 построек на один квадратный километр. Расовый состав населения: 97,82 % белых, 0,91 % коренных американцев, 0,18 % азиатов, 0,18 % c Тихоокеанских островов и 0,91 % приходится на две или более других рас. Испанцы или латиноамериканцы любой расы составляли 0,73 % от популяции тауншипа.
Из 208 домохозяйств в 35,6 % воспитывались дети до 18 лет, в 55,8 % проживали супружеские пары, в 7,7% проживали незамужние женщины и в 33,2 % домохозяйств проживали несемейные люди. 26,4 % домохозяйств состояли из одного человека, при том 13 % из — одиноких пожилых людей старше 65 лет. Средний размер домохозяйства — 2,65, а семьи — 3,22 человека.
30,7 % населения — младше 18 лет, 7,1 % — в возрасте от 18 до 24 лет, 28,1 % — от 25 до 44, 20,9 % — от 45 до 64, и 13,2 % — старше 65 лет. Средний возраст — 35 лет. На каждые 100 женщин приходилось 103,3 мужчин.  На каждые 100 женщин старше 18 приходилось 111 мужчин.
Средний годовой доход домохозяйства составлял 30 833 доллара, а средний годовой доход семьи —  38 929 долларов. Средний доход мужчин —  21 979  долларов, в то время как у женщин — 16 806. Доход на душу населения составил 12 945 долларов. За чертой бедности находились 16,9 % семей и 18,9 % всего населения тауншипа, из которых 24,2 % младше 18 и 17,5 % старше 65 лет.